# Jagdgeschwader 144
144-та винищувальна ескадра (нім. Jagdgeschwader 144 (JG 144) — винищувальна ескадра Люфтваффе напередодні Другої світової війни. 1 січня 1939 року переформована на 144-ту важку винищувальну ескадру (ZG 144).

## Історія
144-та винищувальна ескадра заснована 1 листопада 1938 року на аеродромі поблизу міста Габлінген на основі підрозділів штабу та III авіагрупи 334-ї винищувальної ескадри (нім. JG 334).

## Командування

### Командири
- гауптман Вальтер Шмідт-Косте (нім. Walter Schmidt-Coste) (1 листопада 1938 — 1 січня 1939)

## Бойовий склад 144-ї винищувальної ескадри
- Штаб (Stab/JG144)
- 1-ша група (I./JG144)